# Lotto (canção)
"Lotto" é uma canção do grupo masculino sino-coreano Exo contida em seu terceiro álbum repaginado Lotto. Foi lançada em 18 de agosto de 2016 em duas versões linguísticas, coreana e mandarim, pela S.M. Entertainment.

## Antecedentes e lançamento
Produzida por LDN Noise, "Lotto" é descrita como uma canção de hip hop reforçado, devido ao alto uso de Auto-Tune, com uma letra que fala de um homem que sente como se tivesse acabado de ganhar na loteria após conhecer a garota que ama. A canção foi lançada em 18 de agosto de 2016, juntamente da reedição do sucesso de vendas EX'ACT. EXO iniciou a promovê-la em programas musicais no dia seguinte.

## Vídeos musicais
Os vídeos musicais nas versões coreana e mandarim de "Lotto" foram lançados pouco tempo depois da canção. Seu vídeo musical possui tema de cassino, iniciando-se com o som de um caça-níqueis. Além da performance de coreografia por parte dos integrantes, o vídeo também apresenta cenas dos membros apostando, assistindo brigas de galo, queimando pilhas de dinheiro e realizando outras atividades de risco antes de serem presos junto da co-estrela feminina por uma equipe SWAT. Nos segundos finais do vídeo, é possível ver o personagem interpretado por Chanyeol entregando uma fita cassete para a mulher antes da mesma ser levada pela equipe, deixando o final aberto.
A versão coreana foi o décimo vídeo de K-pop mais visualizado no YouTube em 2016, tendo ultrapassado 3 milhões de visualizações em suas primeiras 24 horas de lançamento.

## Promoção
EXO começou a promover a canção em programas musicais sul-coreanos em 19 de agosto de 2017. O integrante Kai esteve ausente das atividades promocionais devido a uma lesão sofrida durante a turnê The EXO'rDIUM. "Lotto" foi considerada imprópria para transmissão pela KBS, MBC e Mnet, assim sendo performada nestes canais com uma letra modificada sob o título alternativo "Louder".

## Recepção
"Lotto" tornou-se a segunda canção do EXO a conseguir o 1º lugar na Parada de Músicas Digitais Mundiais da Billboard, também alcançando a segunda posição da Parada Digital do Gaon. Ela recebeu sete prêmios de programas musicais sul-coreanos.

## Desempenho nas paradas
| Parada (2016)                         | Melhor posição |
| ------------------------------------- | -------------- |
| Singles sul-coreanos (Gaon)           | 2              |
| Canções Digitais Mundiais (Billboard) | 1              |

| Parada (2016)               | Melhor posição |
| --------------------------- | -------------- |
| Singles sul-coreanos (Gaon) | 4              |

## Vendas
| País                  | Vendas   |
| --------------------- | -------- |
| Coreia do Sul (Gaon)  | 433,633+ |
| Estados Unidos (RIAA) | 8,000+   |

## Prêmios e indicações

### Prêmios de programas musicais
| Programa            | Data                  |
| ------------------- | --------------------- |
| M! Countdown (Mnet) | 25 de agosto de 2016  |
| M! Countdown (Mnet) | 1 de setembro de 2016 |
| Music Bank (KBS)    | 26 de agosto de 2016  |
| Music Bank (KBS)    | 2 de setembro de 2016 |
| Inkigayo (SBS)      | 28 de agosto de 2016  |
| Inkigayo (SBS)      | 4 de setembro de 2016 |
| Show Champion (MBC) | 31 de agosto de 2016  |